# Pleuronichthys ritteri
Pleuronichthys ritteri är en fiskart som beskrevs av Edwin Chapin Starks och Morris, 1907. Pleuronichthys ritteri ingår i släktet Pleuronichthys och familjen flundrefiskar. IUCN kategoriserar arten globalt som livskraftig. Inga underarter finns listade i Catalogue of Life.